# Comuna Letea Veche, Bacău
Letea Veche (în trecut, Letea) este o comună în județul Bacău, Moldova, România, formată din satele Holt, Letea Veche (reședința), Radomirești, Ruși-Ciutea și Siretu.

## Geografie

### Așezare
Comuna este așezată în partea de est a județului, imediat la est de municipiul Bacău, pe malul drept al Siretului și pe cel stâng al Bistriței, la confluența între cele două râuri. Este traversată de șoseaua națională DN2F, care leagă Bacăul de Vaslui. La Holt, din acest drum se ramifică șoseaua județeană DJ207F, care o leagă spre nord de Săucești și Itești (unde se termină în DN2). O altă șosea județeană ce traversează comuna este DJ207G, care o leagă spre nord și est de Bacău (unde se termină la ambele capete în același DN2).
Comuna Letea Veche, judetul Bacău este comună de gradul II. Din punct de vedere administrativ, teritoriul comunei se divide după cum urmează:
| Teren arabil | Pășuni | Fânețe | Vii  | Livezi | Păduri | Ape și stuf | Alte terenuri | Construcții și curți |
| ------------ | ------ | ------ | ---- | ------ | ------ | ----------- | ------------- | -------------------- |
| 2.737 ha     | 392 ha | 100 ha | 7 ha | -      | -      | 23 ha       | 788 ha        | 298 ha               |

### Caracteristicile reliefului
Relieful acestei comune este alcătuit din șes, în care predomină terenul arabil, favorabil agriculturii, luncile celor două râuri Bistrița și Siretul. În partea de nord a comunei se află șoseaua națională care unește municipiul Bacău cu restul județului iar satul Letea-Veche este străbătut de la nord la sud de Dc 87. Formele de relief distincte sunt Lunca Siretului și Bistriței, terasele acestora.
Declivitatea terenului este foarte redusă.
Teritoriul comunei se învecinează în partea de nord cu comuna Săucești, la sud – est cu comuna Tamași, la est cu comuna Buhoci, la sud - vest are vecin comuna Nicolae Bălcescu iar la vest orașul Bacău și este străbătută de drumurile : DN 2F, D.C.86, D.C.87, D.J.207G.

### Resurse de apă

#### Apa de suprafață.
Teritoriul comunei Letea-Veche face parte din bazinul hidrografic al Siretului și al Bistriței.
Siretul este aproape în totalitate regularizat, dar la confluența Bistriței cu Siretul există pericolul de inundații în perioadele de viituri.

### Apa subterană
Adâncimea pânzei freatice pe platouri se află sub 40 m. În văi, apa freatică se află la 6,00-7,00 m adâncime.
În general calitatea apei este bună, având un procent corespunzător de săruri și un grad ridicat de potabilitate.

### Clima
Climatul comunei este un climat temperat continental, caracteristic zonei de silvo-stepă, cu ierni aspre și veri călduroase. Temperatura medie anuală pe teritoriul comunei este de -9°.
Regimul pluviometric este caracterizat prin ploi suficiente la începutul verii și insuficiente vara și toamna. Deficitul de umiditate manifestat frecvent în lunile iulie, august și septembrie este dăunător culturii de porumb. Vânturile de nord și nord vest aduc iarna zăpadă și geruri.

## Demografie
Componența etnică a comunei Letea Veche
     Români (85,07%)
     Alte etnii (0,16%)
     Necunoscută (14,77%)
Componența confesională a comunei Letea Veche
     Ortodocși (79,79%)
     Romano-catolici (2,74%)
     Penticostali (1,38%)
     Alte religii (0,54%)
     Necunoscută (15,55%)
Conform recensământului efectuat în 2021, populația comunei Letea Veche se ridică la 6.799 de locuitori, în creștere față de recensământul anterior din 2011, când fuseseră înregistrați 5.817 locuitori. Majoritatea locuitorilor sunt români (85,07%), iar pentru 14,77% nu se cunoaște apartenența etnică. Din punct de vedere confesional, majoritatea locuitorilor sunt ortodocși (79,79%), cu minorități de romano-catolici (2,74%) și penticostali (1,38%), iar pentru 15,55% nu se cunoaște apartenența confesională.

## Politică și administrație
Comuna Letea Veche este administrată de un primar și un consiliu local compus din 15 consilieri. Primarul, Petru Dochiei[*], de la Partidul Social Democrat, este în funcție din 2012. Începând cu alegerile locale din 2024, consiliul local are următoarea componență pe partide politice:
|  | Partid                          | Consilieri | Componența Consiliului | Componența Consiliului | Componența Consiliului | Componența Consiliului | Componența Consiliului | Componența Consiliului | Componența Consiliului | Componența Consiliului | Componența Consiliului |
|  | ------------------------------- | ---------- | ---------------------- | ---------------------- | ---------------------- | ---------------------- | ---------------------- | ---------------------- | ---------------------- | ---------------------- | ---------------------- |
|  | Partidul Social Democrat        | 9          |                        |                        |                        |                        |                        |                        |                        |                        |                        |
|  | Partidul Național Liberal       | 3          |                        |                        |                        |                        |                        |                        |                        |                        |                        |
|  | Alianța pentru Unirea Românilor | 2          |                        |                        |                        |                        |                        |                        |                        |                        |                        |
|  | Uniunea Salvați România         | 1          |                        |                        |                        |                        |                        |                        |                        |                        |                        |

## Istorie
Primele date legate de comuna Letea-Veche le găsim în anul 1881, într-o adresă din partea Școlii Primare din Letea-Veche către inspectoratul Plășii Bistrița de Jos prin care se aduce la cunoștință organelor superioare faptul că din satul Letea-Veche frecventează cursurile școlii un nr. de 11 elevi, la Ruși-Ciutea merg la școală 16 elevi, la școala Radomirești 6 elevi iar la școala Holt frecventează cursurile 21 de copii.
După cum spun bătrânii, satul Letea-Veche a luat ființă cam prin 1870, când în depresiunea dintre râurile Siret și Bistrița au venit cu oile la iernat niște ciobani din localitatea Letca-Veche din Ardeal (actual jud. Covasna) s-au stabilit cu timpul aici și și-au întemeiat familii. Această așezare a luat denumirea de Letea-Veche, denumire asemănătoare cu cea din Ardeal.
Despre existența celorlalte sate există date mai vechi. Câteve hărți atestă existența satului Ruși-Ciutea din 1867, imediat după reforma domnitorului Alexandru Ioan Cuza. Ruși-Ciutea, așezare situată pe malul stâng al Bistriței, actualmente cu o populație de 2.390 locuitori are o vechime mai mare decât satul Letea-Veche. Pământurile din acest sat erau stăpânite de o boieroaică, pe nume Ciuta. Aceasta a adus să-i lucreze terenurile niște ruși rămași în țară de la războiul din 1828-1830, cu timpul așezarea nou înființată a fost denumită Ruși-Ciutea. Până în 1830 a fost comună cu primărie proprie, aparținând Plasei Bistrița de Jos ca și Letea-veche. 
În continuarea satului Ruși-Ciutea se află satul Siretu, fost Fundu lui Bogdan.. Despre întemeierea acestui sat există o legendă. Se spune că Bogdan, fiul lui Ștefan cel Mare, plecat fiind la o vânătoare, s-a rătăcit în desișul luncii de la vărsarea Bistriței în Siret. De atunci acest loc a căpătat denumirea de Fundu lui Bogdan, denumire ce s-a păstrat până în 1969, când satul a primit denumirea de Siretu. În prezent această localitate numără 438 locuitori.
Planul pământurilor locuitorești și proprietăți de pe moșia Rușii pe partea Doamnei Catinca născută Dimitriu – Districtul Bacău – ridicat 1866 prezintă formele incipiente ale satelor Ruși-Ciute, Siretu și Furnicari, sunt conturate domeniile boierilor Murgulețu, Păvalache și Chirițoaia lui Ioan Giușcă precum și domeniile celorlalți proprietari.
Planul prezintă și un înscris cu privire la structura populației. Astfel în satul Ruși-Ciutea existau 8 mijlocași și 9 pălmași, în satul Fundul lui Bogdan erau 1 fruntaș și 13 mijlocași. 
Planul locurilor Locuitorești de pe proprietatea Doamnei Elena Murguleț – Socoteala fălceacă a locurilor date foștilor alocași de pe proprietățile Coteni, Furnicari, Fundu și Rușii delimitează într-o oarecare măsură zonele de locuit și cele destinate arăturilor din vatra satului Ruși și Fundul lui Bogdan, locuri de arătură din țarina cătunei Fundul în care intră și o casă, curătura ei din sat, a vătafului Costache…..
Holt, localitate situată în partea de nord-est a comunei Letea-Veche, lângă șoseaua Calea Bârladului, pe malul drept al Siretului, actualmente cu un număr de 1438 locuitori este atestat în documente din anul 1879. Despre satul Holt se spune că la origine locuitorii acestei așezări sunt ruși rămași din timpul războiului de independență pe aceste meleaguri, dând naștere localității Holt. Până în anul 1950 acest sat aparținea comunei Săucești, ulterior a trecut la comuna Letea-Veche.
Radomirești, sat mai mic cu o populație de 226 locuitori, situat în estul comunei Letea-Veche, la sud de satul Holt, pe malul drept al Siretului este atestat ca localitate din 1867. O familie de boieri pe nume Radu stăpânea terenurile arabile. Satul s-a numit Radomirești după denumirea boierilor. 
La sfârșitul secolului al XIX-lea, comuna purta numele de Letea, făcea parte din plasa Bistrița de Jos a județului Bacău și era formată din satele Arămești, Șerbănești, Radomireștii de Sus, Radomireștii de Jos, Domnița Maria, Cremina și Chișata, având în total 1561 de locuitori. În comună existau o fabrică de hârtie, două școli cu 63 de elevi (una la Letea, din 1866 și una la Chișata, din 1890) și o biserică, iar marii proprietari de pământuri erau Iunius I. Lecca, Smaranda I. Ventura, moștenitorii lui Goroveu și Nic. Bibire. La acea vreme, pe teritoriul actual al comunei Ruși, formată din satele Ruși, Coteni, Furnicari, Izvoarele și Bălțata, cu 1203 locuitori. Comuna avea cinci mori de apă, o școală mixtă cu 59 de elevi înființată în 1864, trei biserici ortodoxe (la Ruși, Bălțata și Izvoarele) și una catolică la Izvoarele.
Anuarul Socec din 1925 consemnează unirea celor două comune sub denumirea de Letea Veche, comună din plasa Siret a aceluiași județ, având 1997 de locuitori în satele Fundul lui Bogdan, Jieni, Letea, Podu Radomirești de Sus, Ungureni, Rușii de Jos și Podu Radomirești de Jos. În 1931, satele componente erau Fundu lui Bogdan, Jieni, Letea Veche, Podu de Fier, Radomireștii de Jos, Radomireștii de Sus, Rușii Ciutea și Ungureni.
În 1950, comuna a trecut în administrarea orașului regional Bacău, reședința regiunii Bacău, iar satul Fundul lui Bogdan a primit în 1964 denumirea de Siretul. În 1968, comuna Letea Veche (cu satele Holt, Letea Veche, Radomirești, Ruși-Ciutea și Siretu) a devenit comună suburbană a municipiului Bacău. La conceptul de comună suburbană s-a renunțat însă în 1989, comuna revenind în subordinea directă a județului Bacău.

## Monumente istorice
Singurul obiectiv din comuna Letea Veche inclus în lista monumentelor istorice din județul Bacău ca monument de interes local este conacul Lecca, datând din 1895, și situat în satul Radomirești.

## Economie
Așezarea geografică și relieful comunei noastre conferă o priveliște deosebită și constituie o zonă favorabilă pentru productia de cereale, legume, fructe, viță de vie, dar și un sector zootehnic de creștere a animalelor si păsărilor.
Pe teritoriul comunei Letea Veche se deruleaza activități economice dintre cele mai variate, functionând o societate cu răspundere limitata, 5 persoane fizice autorizate, 10 asociații familiale si 40 societăți comerciale pe acțiuni, obiectele principale de activitate ale acestor agenti economici fiind : comerțul, servicii, construcții, import–export, prelucrarea lemnului, zootehnie, alte activități agricole.
Cei peste 4.952 de locuitori ai comunei au preocupări diferite, de la țăran agricultor, până la profesori, ingineri, specialiști în chimie, aeronautică și altele. Rata șomajului la nivelul comunei Letea Veche este de aproximativ 30 % din totalul populației apte de muncă, în timp ce aproximativ 20% din populație lucrează în afara României, în țări ca: Spania, Italia, Germania, Anglia, Israel.
Natalitatea populației din comună se menține la cote normale, ceea ce înseamnă că populația din comună este tânără, iar construcțiile de locuințe sunt tot mai multe, căpătând contururi noi.